# Movia

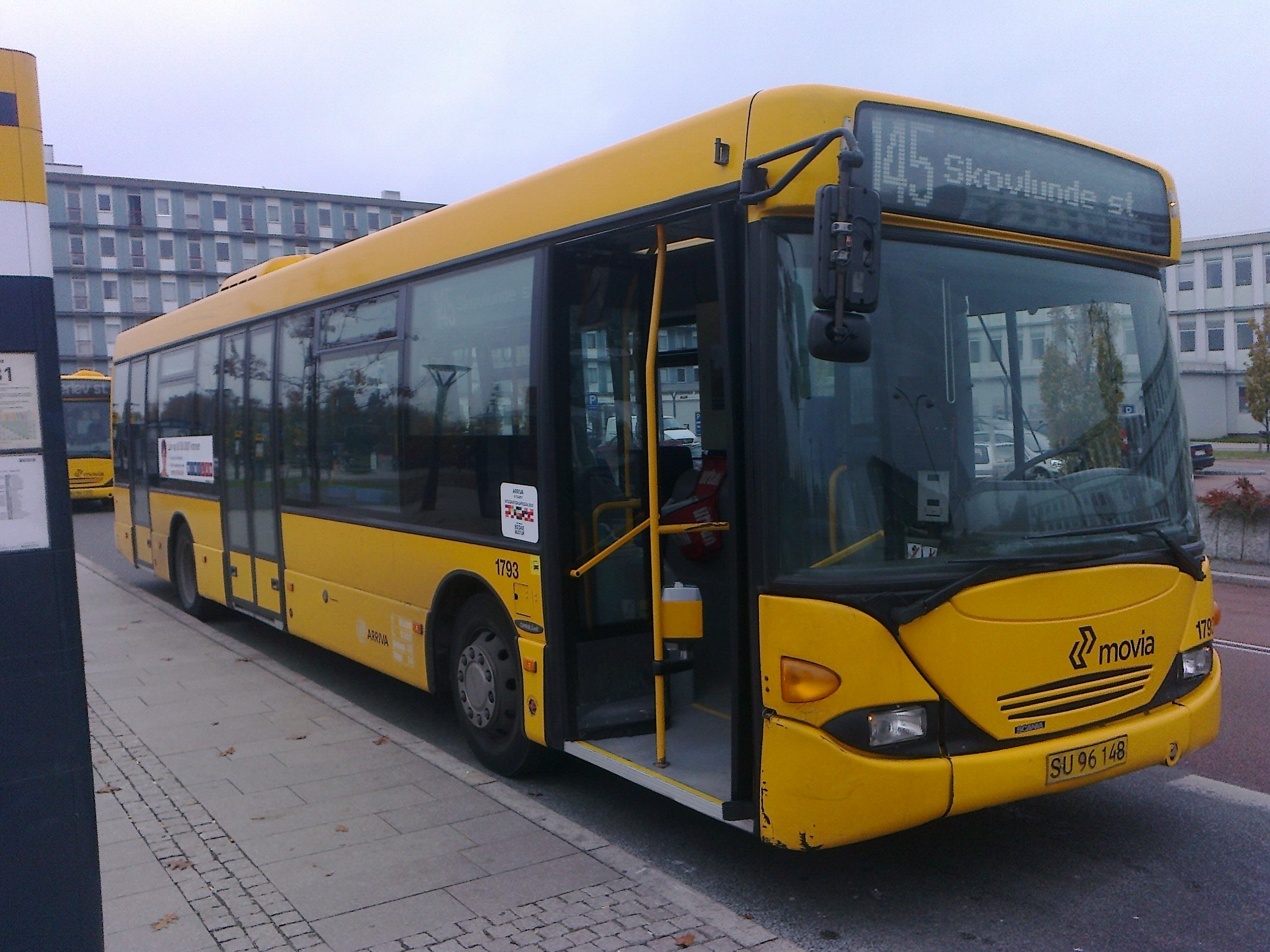
En av Movias bussar.

Movia är ett företag som organiserar kollektivtrafiken på Själland, Lolland och Falster i Danmark, det vill säga Region Själland och Region Hovedstaden utom Bornholm. Bolaget grundades och tog över ansvaret för kollektivtrafiken 1 januari 2007 från de tre tidigare trafikbolagen HUR Trafik, Storstrøms Trafikselskab (STS) och Vestsjællands Trafikselskab (VT). Movia ansvarar för all busstrafik. Movia äger 75 % av järnvägsföretaget Lokaltog som ansvarar för nio lokaljärnvägssträckningar inom området. Movia organiserar inte S-tågen, det gör DSB, men det är ändå gemensamma biljetter för S-tågen och buss.